# Tschingelhoren
Tschingelhoren är en bergstopp i Schweiz.   Den ligger i regionen Imboden och kantonen Graubünden, i den östra delen av landet, 130 km öster om huvudstaden Bern. Toppen på Tschingelhoren är 2 849 meter över havet, eller 103 meter över den omgivande terrängen. Bredden vid basen är 0,27 km.
Terrängen runt Tschingelhoren är huvudsakligen bergig. Närmaste större samhälle är Domat, 18,8 km öster om Tschingelhoren. 
Trakten runt Tschingelhoren består i huvudsak av gräsmarker. Runt Tschingelhoren är det ganska glesbefolkat, med 47 invånare per kvadratkilometer.